# Нибијаја (Ливорно)
Нибијаја је насеље у Италији у округу Ливорно, региону Тоскана.
Према процени из 2011. у насељу је живело 690 становника. Насеље се налази на надморској висини од 273 м.